# Adam Huber
Pour les articles homonymes, voir Huber.
Adam Huber, est un acteur américain, né le 8 mai 1987 à Hollidaysburg en Pennsylvanie (États-Unis).
Il a été révélé par son rôle de Liam Ridley (en) dans la série dramatique Dynastie, reboot de la série éponyme, diffusée dans les années 1980.

## Biographie

### Enfance et formation
Adam est diplômé de la Hollidaysburg Area High School (en) en 2006 et a étudié la gestion des affaires à l'Université d'État de Pennsylvanie, où il a découvert une passion pour le théâtre après avoir joué dans une pièce. En 2009, il a déménagé à New York où il a commencé sa carrière de mannequin tout en étudiant le théâtre.

### Carrière

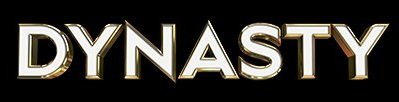
Logo original de la série télévisée Dynastie.

Depuis l'automne 2017, il est l'un des personnages principaux avec Elizabeth Gillies, Rafael de La Fuente, Alan Dale, Grant Show et Maddison Brown de la série télévisée Dynastie, reboot du célèbre soap éponyme des années 1980, dans laquelle il a le rôle de Liam Ridley (en). La série est diffusée par le réseau The CW aux États-Unis, et par la plateforme Netflix, en France.

### Vie privée
Il a été en couple avec l’actrice Jordan Danger. 
Depuis plus d'un an , Adam Huber est en couple avec Rachel Rigler

## Filmographie

### Cinéma
- 2016 : Do You Take This Man de Joshua Tunick : Brunch Waiter
- 2016 : Rose-Colored de Adam Cosco : Ben
- 2018 : Le Book Club de Bill Holderman : Barman
- 2018 : Breaking & Exiting de Peter Facinelli : Chris
- 2019 : Nos jours heureux (Better Days) de Alessio Di Giambattista : Matt
- 2019 : First Love de Michael Masarof : Robert

### Télévision

#### Téléfilms
- 2018 : Coaching mortel (Blood, Sweat, and Lies) de Lane Shefter Bishop : Trey
- 2018 : The Boarder de Rob Schmidt : Ryan
- 2018 : Ma famille sous surveillance (Nanny Surveillance) de Olumide Odebunmi : Scott

#### Séries télévisées
- 2014 : New Girl : Geoff (saison 4, épisode 9)
- 2016 : UnREAL : The Faith Diaries : Sterling Cole (saison 1, épisodes 3 et 4)
- 2016 : Animal Kingdom : Dave (saison 1, épisode 5)
- 2016 : StartUp : Shad (saison 1, épisode 1)
- 2016 : The Good Place : Kirk (saison 1, épisode 2)
- 2016 : Mary + Jane (en) : Cater Waiter (saison 1, épisode 3)
- 2017-2022 : Dynastie (Dynasty) : Liam Ridley (en) (rôle principal saisons 3 à 5 - récurrent saisons 1 et 2)
- 2024 : Chicago Med : Jordan Moore III

## Distinctions
Sauf indication contraire ou complémentaire, les informations mentionnées dans cette section proviennent de la base de données IMDb.

### Nominations
- 2019 : 21e cérémonie des Teen Choice Awards : Meilleur acteur dans une série dramatique pour Dynastie